# Secrétaire d'État à l'Innovation, à l'Enseignement supérieur et aux Compétences
Le secrétaire d'État à l'Innovation, à l'Enseignement supérieur et aux Compétences (en anglais : Secretary of State for Innovation, Universities and Skills, communément appelé Innovation Secretary) est un secrétaire d'État entre 2007 et 2009. Il est placé à la tête du département de l'Innovation, de l'Enseignement supérieur et des Compétences.

## Historique
Le poste de secrétaire d'État à l'Innovation, à l'Enseignement supérieur et aux Compétences est créé le 28 juin 2007, lors de l'accession au pouvoir de Gordon Brown. Il réunit des fonctions dépendant jusqu'à présent du secrétaire d'État au Commerce et à l'Industrie et du secrétaire d'État à l'Éducation et aux Compétences. Il prend la direction du département de l'Innovation, de l'Enseignement supérieur et des Compétences (Department for Innovation, Universities and Skills, DIUS).
Après un peu moins de deux ans d'existence, il est aboli en fusionnant avec le secrétaire d'État aux Affaires, aux Entreprises et aux Réformes réglementaires pour devenir le secrétaire d'État aux Affaires, à l'Innovation et aux Compétences.

### Liste
| Nom | Nom         | Nom | Dates du mandat | Dates du mandat | Parti politique | Gouvernement |
| --- | ----------- | --- | --------------- | --------------- | --------------- | ------------ |
|     | John Denham |     | 28 juin 2007    | 5 juin 2009     | Travailliste    | Brown        |